# Lãnh chúa William Bentinck
Trung tướng, Lãnh chúa William Henry Cavendish-Bentinck (14/09/1774 - 17/06/1839), được gọi là Lãnh chúa William Bentinck, là một quân nhân và chính khách người Anh. Ông từng là Toàn quyền Ấn Độ từ năm 1828 đến năm 1835, và để lại nhiều thành tựu cái cách xã hội và giáo dục đáng kể tại Ấn Độ thuộc Anh, bao gồm việc bãi bỏ hủ tục Sati, đàn áp nạn giết phụ nữ và hiến tế con người. Bentinck sau khi tham khảo ý kiến của quân đội và các quan chức, ông đã thông qua Quy chế Sati của Bengal, 1829, có rất ít sự phản đối. Thách thức duy nhất đến từ Tổ chức Dharma Sabha, khi họ đã phản đối và trình vấn đề này lên Hội đồng Cơ mật viện của Anh, tuy nhiên lệnh cấm đối với việc thực hiện hủ tục Sati vẫn được giữ nguyên. Ông đã chấm dứt tình trạng giết và hiến tế người bằng cách dẹp bỏ giáo phái Thuggee - với sự trợ giúp của thuyền trưởng William Henry Sleeman. Cùng với Thomas Babington Macaulay, ông đã giới thiệu tiếng Anh là ngôn ngữ giảng dạy ở Ấn Độ.

## Tiểu sử
Bentinck sinh ra ở Buckinghamshire, là con trai thứ hai của Thủ tướng William Cavendish-Bentinck, Công tước thứ 3 của Portland, và Lady Dorothy (nhũ danh Cavendish), con gái duy nhất của William Cavendish, Công tước thứ 4 của Devonshire. Khi kết hôn, họ được đổi thành Cavendish-Bentinck.
Ông được học tại Trường Westminster, một trường công lập dành cho nam sinh ở Westminster, Luân Đôn.

## Sự nghiệp ban đầu
Bentinck gia nhập Đội cận vệ Coldstream vào ngày 28/01/1791 ở tuổi 16. Ngày 04/08/1792, ông được thăng cấp trung uý trong Trung đoàn 2 Dragoons, và thăng cấp đại uý trong Trung đoàn 11 Light Dragoon vào ngày 06/04/1793, thăng cấp thiếu tá trong Trung đoàn 28 Foot vào ngày 29/03/1794 và lên trung tá  tại Trung đoàn 24 Dragoons vào tháng 07 năm đó. Vào ngày 09/01 năm 1798 , Bentinck được thăng cấp đại tá. Năm 1803, ông bất ngờ được bổ nhiệm làm Thống đốc Madras, và được thăng cấp thiếu tướng vào ngày 01/01/1805. Nhiệm kỳ của ông tại Ấn Độ với vai trò thống đốc đã thành công ở mức tương đối, nó đã kết thúc bởi cuộc Binh biến Vellore vào năm 1806. Nguyên nhân của cuộc bạo động đến từ lệnh của Bentinck cấm quân bản địa mặc trang phục truyền thống. Cuộc binh biến tuy chỉ diễn ra trong 1 ngày nhưng là trường hợp đầu tiên có quy mô lớn và bạo lực chống lại Công ty Đông Ấn Anh, trước cuộc Khởi nghĩa Ấn Độ 1857. Tuy quân Anh mau chống kiểm soát lại tình hình và giết chết 350 lính Ấn nổi dậy, nhưng lệnh cấm lính bản địa mặc trang phục truyền thống được bãi bỏ ngay sau đó.
Sau khi phục vụ trong Chiến tranh Bán đảo, Bentinck được bổ nhiệm làm chỉ huy quân đội Anh tại Sicily. Ông được phong hàm trung tướng vào ngày 03/03/1811. Bentinck đã sử dụng sức ảnh hưởng của mình tại Vương quốc Hai Sicilia để gây ảnh hưởng lên Ferdinando I của Hai Sicilia, khiến vị vua này phải tuyên bố thoái vị để nhường ngôi lại cho con trai của ông là Francis I của Hai Sicilia. Năm 1814, Bentinck cho đổ bộ quân Anh và Sicilia lên Genoa và tuyên bố tự do và một trật tự mới ở bán đảo Ý.

### Bentinck ở Sicily
Vào đầu thế kỷ XIX, tình hình ở Vương quốc Sicilia bắt đầu xấu đi, người Anh lo lắng về lợi ích của mình ở Địa Trung Hải bị xâm hại. Bất đồng nội bộ trong chính phủ Sicilia ngày càng gia tăng, người Anh tin rằng Hoàng hậu Maria Carolina đang trao đổi thư từ với người Pháp, chính điều này đã khiến chính phủ Anh bổ nhiệm Bentinck làm đại diện của Anh tại Palermo vào tháng 07/1811. Thời gian đầu khi Bentinck làm đại diện của Anh tại Sicilia, các chính trị gia ở London đã phản đối sự cai trị của Nhà Bourbon và kêu gọi sáp nhập Sicilia. Bentinck thể hiện sự thông cảm với nguyên nhân và hoàn cảnh của người Sicilia và "nhanh chóng bị thuyết phục rằng người Anh phải can thiệp vào các vấn đề của Sicilia, không phải vì lợi ích của người Anh, mà vì hạnh phúc của người Sicilia". Người ta tin rằng, Bentinck là một trong những người đầu tiên thấy được viễn cảnh một nước Ý thống nhất trong tương lai gần.
Tuy nhiên, người Anh hài lòng ủng hộ Nhà Bourbon, nếu họ sẵn sàng trao cho người Sicily nhiều quyền kiểm soát hơn, và tôn trọng các quyền của họ hơn. Bentinck xem đây là cơ hội hoàn hảo để đưa những ý tưởng của mình về một hiến pháp Sicilia. Sự phản đối việc thành lập hiến pháp tiếp tục nổi lên, trong đó Hoàng hậu Maria Carolina là người cứng rắn nhất. Mối quan hệ giữa Hoàng hậu Maria và Bentinck có thể được tóm gọn trong biệt danh mà cô ta đặt cho ông: La bestia feroce (con thú hung dữ). Tuy nhiên, Bentinck rất quyết tâm trong việc thông qua hiến pháp cho Sicilia, và ngay sau đó đã trục xuất Hoàng hậu Maria Carolina khỏi Palermo. Vào ngày 18/06/1812, Nghị viện họp tại Palermo và khoảng một tháng sau, vào ngày 20/07/1812, hiến pháp đã được chấp nhận. Dựa trên bản hiến pháp này, giờ đây người Sicilia đã có quyền tự trị mà họ chưa từng có trước đây. Hiến pháp đã phân chia quyền phân lập giữa lập pháp và hành pháp, xoá bỏ các tập quán phong kiến đã được thiết lập và thừa nhận trong 700 năm qua.
Thành công của Bentinck trong việc thiết lập hiến pháp Sicilia chỉ kéo dài vài năm. Vào ngày 08/12/1816, một năm sau khi Ferdinand IV trở lại ngai vàng của Vương quốc Hai Sicilia, hiến pháp đã bị bãi bỏ và Sicily đã được thống nhất với Vương quốc Napoli. Các quý tộc Sicilia thiếu kinh nghiệm không thể duy trì một bản hiến pháp mà không có sự hỗ trợ của người Anh, bản hiến pháp đã bị xoá bỏ sau khi Các cuộc chiến tranh của Napoléon kết thúc. Người Anh không còn quan tâm đến các vấn đề nội bộ của Sicily, vì mối đe doạ nó bị xâm lược bởi người Pháp đã bị loại bỏ. Tuy nhiên, ý tưởng thành lập hiến pháp của Bentinck không bị người Sicilia lãng quên, nó vẫn đọng lại trong ký ức và có ảnh hưởng đến khát vọng tự trị vốn là cơ sở của các cuộc cách mạng Sicilia năm 1820 và 1849 sau này.

### Cuộc phiêu lưu ở Ý
Ngày 30/01/1814, Bentinck đi thuyền từ Đảo Sicily đến Napoli, ở đó ông đã miễn cưỡng ký hiệp định đình chiến với Joachim Murat; người mà cá nhân ông cảm thấy ghê tởm vì các tội ác. Nhưng người Anh tin rằng có thể trao Vương quốc Napoli cho Murat để tách Murat ra khỏi người anh rể Napoleon Bonaparte. Sau khi chỉ đạo lực lượng của mình ở Sicily đổ bộ lên Livorno, Bentinck đã đi về phía Bắc , với một ngày dừng tại Rome.
Em gái của Napoleon là Élisa Bonaparte, mặc dù đã từ bỏ Đại Công quốc Tuscany, nhưng cô ấy vẫn nỗ lực cứu vãn một số lợi ích khác. Có được sự đảm bảo từ Joachim Murat - chồng của em gái cô, Caroline Bonaparte - đảm bảo rằng anh ta sẽ nhận được sự đồng ý của Liên minh mà anh ta vừa ký kết để giúp cô giữ lại Công quốc Lucca và Piombino. Sau khi hay tin Bentinck đến, Elisa đã cử một phái đoàn đến gặp để đảm bảo rằng hiệp ước của Murat sẽ được tôn trọng. Bentinck đã từ chối và nói rằng: nếu cô không rời khỏi Lucca thì cô sẽ bị bắt. Với sự hiện diện của 2.000 quân Anh được điều động đến, Elisa dù lúc đó đang mang thai đã phải mau chóng rời bỏ vùng lãnh thổ cuối cùng của mình và chạy trốn lên phía Bắc, nơi cô rơi vào tay của đồng minh tại Bologna.

## Đời tư

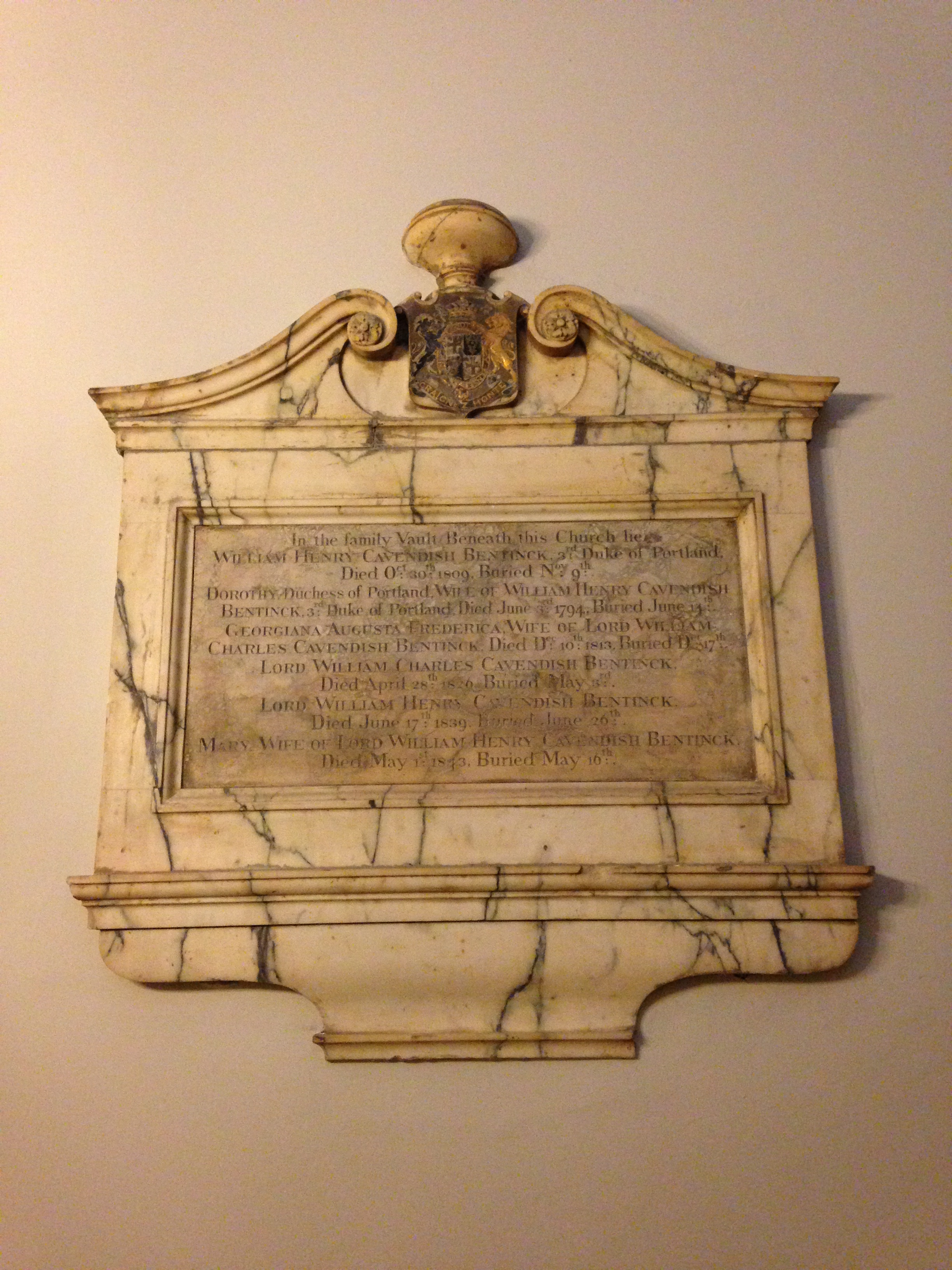
Đài tưởng niệm tại hầm mộ của gia đình Bentinck tại Nhà thờ Giáo xứ St Marylebone, London

Bentinck kết hôn với quý bà Mary, con gái của Arthur Acheson, Bá tước thứ nhất của Gosford, vào ngày 18/02/1803. Cuộc hôn nhân của hai người không có con cái. Ông qua đời tại Paris vào ngày 17/06/1839, thọ 64 tuổi và vợ ông, Mary mất vào tháng 05/1843. Hai vợ chồng được chôn cùng nhau trong hầm mộ của gia đình Bentinck ở Nhà thờ Giáo xử St Marylebone, London.